# Harpalycé (lune)
Pour les articles homonymes, voir Harpalycé.
Harpalycé est un satellite naturel de Jupiter.

## Caractéristiques physiques
Harpalycé est un petit satellite. En supposant qu'il possède un albédo de 0,04 similaire à d'autres satellites de Jupiter, sa magnitude visuelle de 22,2 conduit à un diamètre de 4,4 km.
Par calcul, la masse d'Harpalycé est estimée à environ 1,2 × 1014 kg.

## Orbite
Harpalycé appartient au groupe d'Ananké, un groupe de satellites qui orbitent de façon rétrograde autour de Jupiter sur des demi-grands axes compris entre 19 300 000 et 22 700 000 km, des inclinaisons de 145,7 à 154,8° par rapport à l'équateur de Jupiter et des excentricités entre 0,02 et 0,28.

Diagramme illustrant l'orbite des satellites irréguliers de Jupiter. Le groupe d'Ananké est visible sur le centre-gauche.
Diagramme illustrant l'inclinaison des membres du cœur du groupe d'Ananké en fonction du demi-grand axe.

## Historique

### Découverte
Harpalycé fut découvert en 2000 par une équipe conduite par Scott Sheppard. Sa découverte fut annoncée le 5 janvier 2001 en même temps que celle de dix autres satellites de Jupiter.

### Dénomination
Harpalycé porte le nom d'Harpalycé, personnage de la mythologie grecque ; Harpalycé était la fille de Clyménos. D'après certains auteurs, son père aurait commis l'inceste avec elle et aurait conçu un fils. Harpalycé aurait alors tué ce dernier et l'aurait servi à manger à Clyménos. D'autres auteurs parlent plutôt de son jeune frère, qui aurait subi le même sort. Après l'avoir mariée à Alastor, Clyménos aurait changé d'idée et l'aurait enlevée, la ramenant à Argos comme sa propre femme. Quoi qu'il en soit, Harpalycé aurait prié les dieux de la sauver de l'humanité, et elle aurait été transformée en oiseau de proie (le Chalcis). Rongé par le remords, Clyménos se serait par la suite pendu.
Harpalycé reçut son nom définitif le 22 octobre 2002, en même temps que dix autres satellites de Jupiter. Avant cela, sa désignation provisoire était S/2000 J 5, indiquant qu'il fut le 5e satellite de Jupiter imagé pour la première fois en 2000.